# Bombouaka
Bombouaka est une petite ville du Togo.

## Géographie

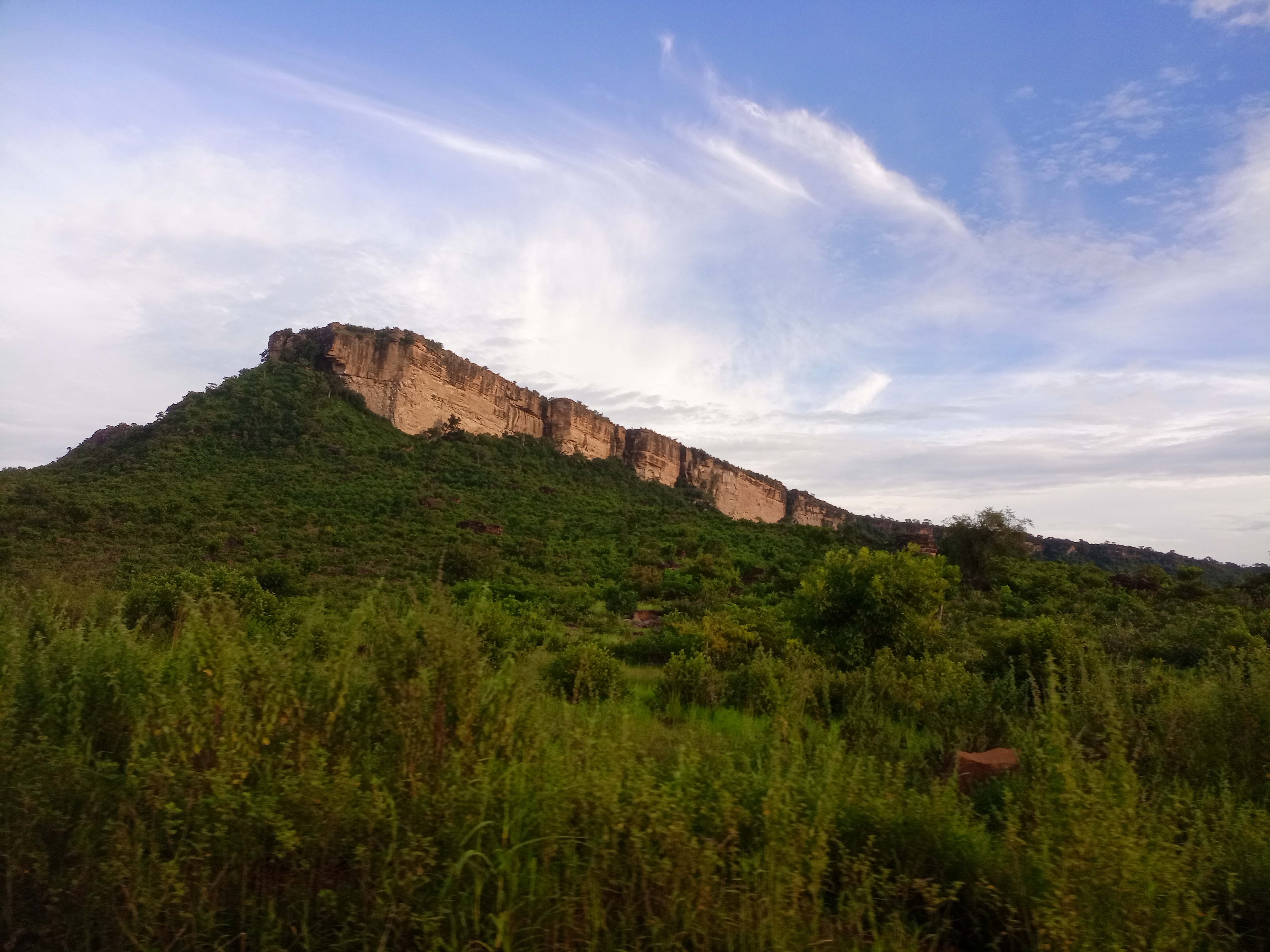
La Cuesta de Bombouaka.

Bombouaka est situé à environ 36 km de Dapaong, dans la région des Savanes.

## Lieux publics

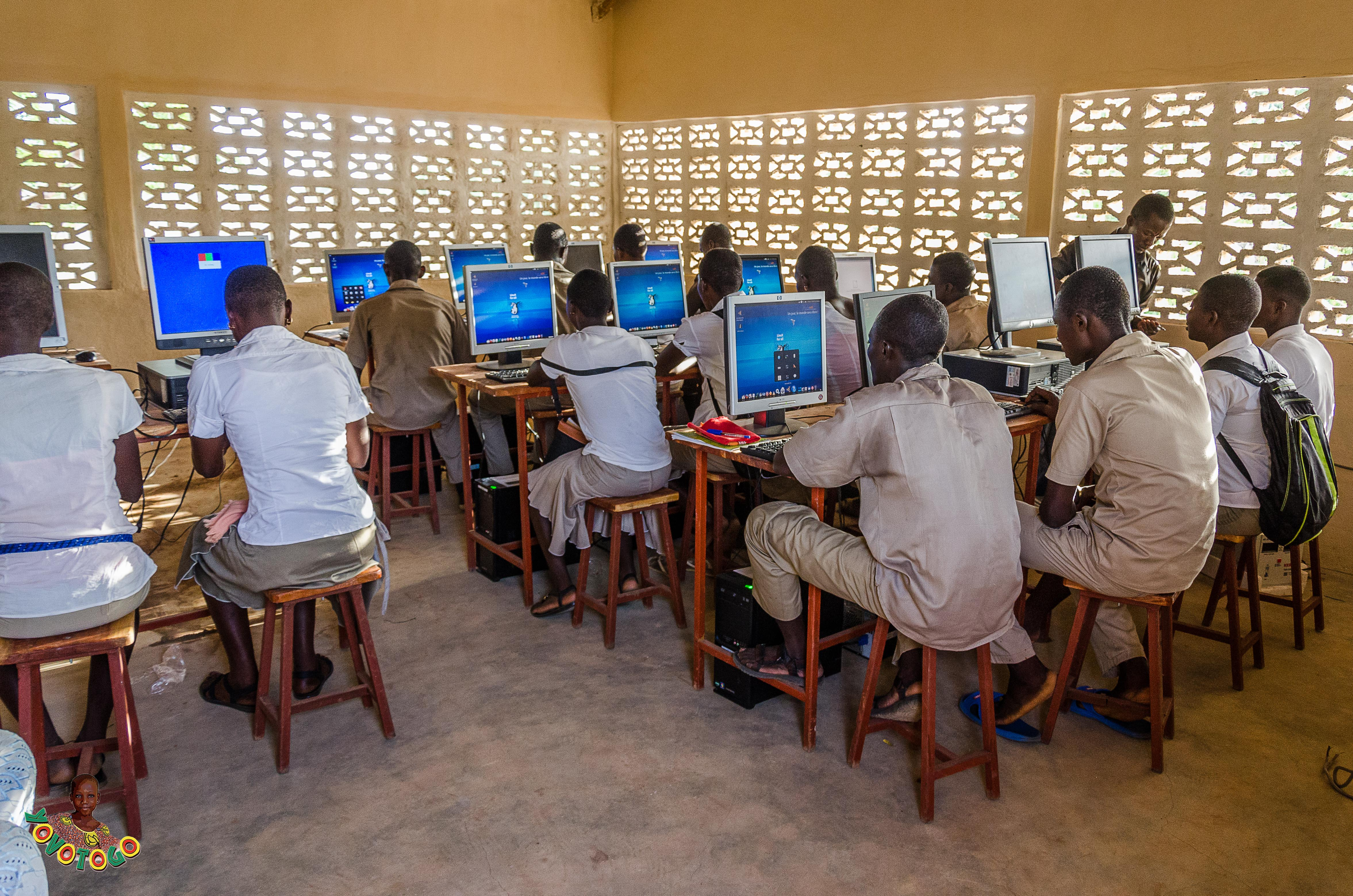
Journée de l'inauguration de la salle équipée de 20 ordinateurs reconditionnés sous Emmabuntüs.

- Lycée disposant depuis octobre 2016, d'une salle de formation à l'informatique, équipée de 20 ordinateurs reconditionnés fonctionnant sous Emmabuntüs 3 fournis par l'A.S.I. YovoTogo[1].

- Centre Saint Louis Orione pour enfants vivant avec un handicap[2]. Ce centre est aidé depuis plusieurs années par l’Association de Solidarité Internationale YovoTogo en matériel médical[3] et en équipement informatique[4].

## Personnages connus
Le feu Sambiani Matéyendou est l'un des personnages illustres de la région, mais aussi de l'histoire du pays.